# سیارک ۲۱۴۱۹
سیارک ۲۱۴۱۹ (به انگلیسی: 21419 Devience، نامگذاری:1998FP72) بیست و یک هزار و چهارصد و نوزدهمین سیارک کشف شده‌است که در ۲۰ مارس ۱۹۹۸ کشف شد.
قدر مطلق سیارک برابر ۹.۳ است.